# Cofana medleri
Cofana medleri  (лат.) — вид прыгающих насекомых рода Cofana из семейства цикадок (Cicadellidae). Африка (Либерия, Нигерия, Чад, Габон, Зимбабве, Заир, ЮАР). Длина самцов — 7,3—7,9 мм, самок — 9,0—9,3 мм. Жёлтовато-коричневые цикадки с чёрными отметинами. Между оцеллиями расположено чёрное пятно. Питаются соками растений. Вид был впервые описан в 1979 году американским энтомологом Дэвидом Янгом (David Allan Young, 1915—1991).